# Поморавска окружна лига у фудбалу
Поморавска окружна лига је једна од 31 Окружних лига у фудбалу. Окружне лиге су пети ниво лигашких фудбалских такмичења у Србији. Лига броји 18 клубова.
Територијално покрива Град Јагодину и општине Параћин, Деспотовац, Рековац, Ћуприја и Свилајнац.
Виши степен такмичења је Зона Запад, a нижи Међуопштинска лига Север и Међуопштинска лига Југ.

## Историја
Окружна лига је једна од најстаријих организованих фудбалских такмичења на територији Поморавског Округа, игра се од сезоне 1955/56, непосредно после организовања општинских лига као спона између регионалних и општинских лига.
Лига је скоро увек са мањим изузецима представљала јединствену лигу за свих 6 општина Поморавског округа.
Назив лиге није увек био исти, мада је како територијално тако и као степен такмичења имао исти значај.
| Сезона     | Назив лиге                                      |
| 1955-1958. | Лига фудбалског центра среза Светозерво         |
| 1958-1974. | Подсавезна лига МФС Светозерво                  |
| 1974-1975. | Подручна лига МФС Светозарево група Север и Југ |
| 1975-1986. | Јединствена лига МФС Светозерво                 |
| 1986-1988. | Поморавска лига група Север и Југ               |
| 1988-      | Поморавска окружна лига                         |

## Победници првенстава oд сезоне 2006/07
| Сезона   | Бр. клуб. | Првак                   |
| 2006/07. | 16        | ФК Трговачки, Јагодина  |
| 2007/08. | 16        | ФК Морава, Ћуприја      |
| 2008/09. | 16        | ФК Слога, Деспотовац    |
| 2009/10. | 16        | ФК Рембас, Ресавица     |
| 2010/11. | 16        | ФК Напредак, Дреновац   |
| 2011/12. | 16        | ФК Драгоцвет, Драгоцвет |
| 2012/13. | 16        | ФК Лугомир, Ракитово    |
| 2013/14. | 16        | ФК Левач, Рековац       |
| 2014/15. | 16        | ФК Морава, Рибаре       |
| 2015/16. | 16        | ФК Морава 1918, Ћуприја |
| 2016/17. | 16        | ФК Напредак, Дреновац   |
| 2017/18. | 16        | ФК Рембас, Ресавица     |
| 2018/19. | 16        | ФК Кушиљево, Кушиљево   |
| 2019/20. | 18        | ФК Моравац, Крушар      |
| 2020/21. | 18        | ФК Орлови, Јасеново     |
| 2021/22. | 18        | ФК Млади борац, Седларе |

## Клубови у сезони 2024/25.
- ФК Напредак Дреновац
- ФК Синђелић Грабовац
- ФК Јухор Главинци
- ФК Борац 1950 Бошњане
- Моравац 2015 Крушар
- ФК Сењски Рудник
- ФК Партизан Мајур
- ФК Младост Буковче
- ФК Будућност Милива
- ФК Виноградар Црквенац
- ФК Левач Рековац
- ФК Драгоцвет
- ФК Кушиљево
- ФК Партизан Глоговац
- ФК Колонија
- ФК Рудар Плажане
- ФК Шумадија Трешњевица
- ФК Коларе